# Josep Castellet i Sampsó
Josep Castellet i Sampsó fou un polític català, diputat a les Corts Espanyoles durant la restauració borbònica.
Havia estat amic de Joan Prim i Prats i membre del Partit Constitucional, amb el qual fou diputat provincial pel districte de Martorell el 1877-1878 i 1878-1882, i diputat a les Corts Espanyoles per Valls a les eleccions generals espanyoles de 1879 i 1881. Després fou membre del Partit Liberal Fusionista i governador civil d'Oviedo el 1882.
Vinculat a Valls, a prorrogar el llibre de Francesc Puigjaner Historia de Valls, i el novembre de 1881 fou nomenat president del Banc de Valls.